# Todd Matthews-Jouda
Todd Matthews-Jouda (20 giugno 1979) è un ex ostacolista statunitense naturalizzato sudanese, specializzato nei 110 metri ostacoli.

## Biografia
Nato negli Stati Uniti, Matthews intraprende la sua carriera come atleta alla fine della scuola e proseguendola alla Clemson University. Gareggia nella sua prima competizione internazionale juniores con gli Stati Uniti, salvo poi ottenere la cittadinanza sudanese a partire dal 2003 e cambiare nazionalità sportiva. Nel corso del triennio con la nazionale africana, Matthews archivierà molti successi internazionali, tra cui una medaglia d'oro ai Giochi afro-asiatici del 2003 e la conseguente partecipazione ai Giochi olimpici di Atene 2004, occasione in cui è stato portabandiera della delegazione nazionale.

## Palmarès
| Anno                                | Manifestazione                    | Sede        | Evento   | Risultato        | Prestazione | Note |
| ----------------------------------- | --------------------------------- | ----------- | -------- | ---------------- | ----------- | ---- |
| In rappresentanza degli Stati Uniti |                                   |             |          |                  |             |      |
| 1998                                | Mondiali U20                      | Annecy      | 110 m hs | 6º               | 14"40       |      |
| In rappresentanza degli Sudan       |                                   |             |          |                  |             |      |
| 2003                                | Giochi panafricani                | Abuja       | 110 m hs | Argento          | 13"81       |      |
| 2003                                | Giochi afro-asiatici              | Hyderabad   | 110 m hs | Oro              | 13"68       |      |
| 2004                                | Campionati africani               | Brazzaville | 110 m hs | Oro              | 13"70       |      |
| 2004                                | Giochi olimpici                   | Atene       | 110 m hs | Quarti di finale | 13"77       |      |
| 2004                                | Giochi panarabi                   | Algeri      | 110 m hs | Oro              | 13"45       |      |
| 2005                                | Giochi della solidarietà islamica | La Mecca    | 110 m hs | Argento          | 13"79       |      |
| 2005                                | Mondiali                          | Helsinki    | 110 m hs | Batteria         | 15"43       |      |